# Ребес, Марк
Марк Ребес Руис (кат. Marc Rebes Ruiz; 3 июля 1994) — андоррский футболист, полузащитник клуба «Пас-де-ла-Каса» и сборной Андорры.
Выступал за юношеские сборные Андорры до 17 и до 19 лет, а также за молодёжную сборную до 21 года.

## Биография

### Клубная карьера
С 2010 года по 2012 год являлся игроком андоррской команды «Энгордань». В июне 2011 года был на просмотре в испанском клубе «Реал Сарагоса».
В 2012 году начал играть за андоррский клуб «Санта-Колома». В июле 2012 года принял участие в двух играх первого квалификационного раунда Лиги Европы против хорватского «Осиека», однако его клуб проиграл по сумме матчей (1:4). Ребес также сыграл в поединке за Суперкубок Андорры 2012, где «Санта-Колома» уступила «Лузитансу» (1:2). В сезоне 2012/13 вместе с командой стал серебряным призёром чемпионата Андорры, проведя 16 матчей.
В июле 2013 года провёл две игры в первом квалификационном раунде Лиги Европы против исландского «Брейдаблика». По сумме двух матчей андоррцы уступили (0:4). В сезоне 2013/14 вместе с командой стал чемпионом Андорры. В сезоне 2014/15 «Санта-Колома» впервые в своей истории прошла в следующий раунд еврокубков, одолев в первом квалификационном раунде Лиги чемпионов армянский «Бананц» (1:0 и 2:3). Во втором раунде команда играла против «Маккаби» из Тель-Авива. По сумме двух матчей израильтяне одержали победу (3:0). Ребес сыграл во всех 4 матчах.
В сезоне 2014/15 вновь стал победителем первенства княжества, сыграв в 16 играх и забив 4 мяча. В Кубке Андорры «Санта-Колома» дошла до финала, где уступила «Сан-Жулии» (1:1 и 4:5 по пенальти). Летом 2015 года провёл 2 матча против гибралтарского «Линкольна». «Санта-Колома» в итоге покинула турнир, уступив с общим счётом (1:2). В сентябре 2015 года стал победителем Суперкубка Андорры.

### Карьера в сборной
Выступал за юношескую сборную Андорры до 17 лет и провёл 3 матча в турнирах УЕФА. За сборную до 19 лет сыграл 6 игр. С 2013 года по 2015 год провёл 11 поединков за молодёжную сборную Андорры до 21 года. Марк принял участие в игре 16 июня 2015 года в рамках квалификации на чемпионате Европы в 2017 против Литвы (1:0). Этот матч закончился первой в истории сборной Андорры до 21 года победой.
Впервые в национальную сборную Андорры был вызван на матч 10 октября 2014 года в рамках квалификации на чемпионат Европы 2016 против Бельгии. 6 июня 2015 года дебютировал в сборной в товарищеской игре против Экваториальной Гвинеи (0:1), главный тренер Кольдо выпустил Ребеса на 58 минуте вместо Оскара Сонеджи.
Всего за сборную Андорры провёл 14 матчей и забил 2 гола.

## Достижения
- Чемпионат Андорры (3): 2013/14, 2014/15, 2016/17
- Серебряный призёр чемпионата Андорры (1): 2012/13
- Финалист Кубка Андорры (1): 2015
- Обладатель Суперкубка Андорры (1): 2015